# Mehmet Talaat
Mehmet Talaat (częściej Talaat Pasza) (tr. Mehmed Talât Paşa) (ur. 1874 w Kyrdżali, zm. 15 marca 1921 w Berlinie) – turecki polityk związany z ruchem młodoturków, jeden z przywódców Komitetu Jedności i Postępu, dwukrotny minister spraw wewnętrznych i wielki wezyr Imperium Osmańskiego. Jeden z głównych inspiratorów i organizatorów ludobójstwa Ormian, Greków pontyjskich i Asyryjczyków.

## Życiorys
Urodzony w Kyrdżali (tr. Kırcaali) w wilajecie Edirne, leżącym w europejskiej części Imperium Osmańskiego. Był synem urzędnika Porty. Ukończył szkołę wyższą w Edirne. Rozpoczął pracę w firmie telegraficznej, jednak szybko został aresztowany za udział w tajnych sprzysiężeniach. Uwolniony po 2 latach został mianowany kierownikiem poczty i telegrafów w Salonikach. Zwolniony w 1908 z powodów politycznych za członkostwo w młodotureckiej organizacji Komitet Jedności i Postępu. Po rewolucji młodotureckiej w tym samym roku, został deputowanym Edirne w parlamencie osmańskim, a rok później ministrem spraw wewnętrznych, ministrem poczty i wreszcie sekretarzem generalnym swej partii w 1912. Po śmierci wielkiego wezyra Mahmuda Szevketa w lipcu 1913, Talaat Pasza po raz drugi został ministrem spraw wewnętrznych.
Przed I wojną światową początkowo opowiadał się po stronie Ententy, jednak dał się przekonać Enwerowi Paszy i ostatecznie Imperium Osmańskie opowiedziało się po stronie państw centralnych. Wraz z Enwerem Paszą i Dżemalem Paszą tworzył młodoturecki triumwirat rządzący krajem w czasie wojny. Był wówczas głównym odpowiedzialnym za dokonanie masowych przesiedleń ludności ormiańskiej, co doprowadziło w latach 1915–1916 do ludobójstwa Ormian.
4 lutego 1917 został wielkim wezyrem, a urząd ten sprawował do 8 października 1918. W styczniu 1918 reprezentował Imperium Osmańskie podczas rokowań pokojowych w Brześciu zakończonych zawarciem traktatu pokojowego między państwami centralnymi a Ukraińską Republiką Ludową (9 lutego 1918) i traktatu z Rosją sowiecką (3 marca 1918). W obliczu klęski państw centralnych podał się do dymisji 14 października 1918 i wraz z pozostałymi przywódcami Komitetu Jedności i Postępu w nocy z 1 na 2 listopada uciekł do Niemiec.
W kwietniu 1919 nowy rząd zorganizował proces przeciw przywódcom młodotureckim, oskarżanym m.in. o eksterminację Ormian. Wyroki śmierci wymierzono (w tym Mehmetowi Talaatowi) tylko zaocznie. 15 marca 1921 Talaat został zastrzelony na ulicy w Berlinie przez Saghomona Tehliriana, ormiańskiego zamachowca, co było częścią tzw. operacji Nemezis. Tehlirian został  uniewinniony przez niemiecki sąd w czerwcu 1921. W 1943 grób Talaata przeniesiono z Berlina do Stambułu do dzielnicy Şişli.